# Valloriate
Valloriate est une commune de la province de Coni dans le Piémont en Italie.

## Économie
Dans cette commune rurale, l'activité économique comprend l'élevage bovin et l'hôtellerie. 

## Culture
Le petit musée du châtaignier naît à Valloriate en 2001. Les objets exposés et le matériel veulent illustrer l'importance de l'activité autour de la châtaigne pour le village.

## Fêtes, foires
- Fêtes patronales de San Michele
- Fêtes patronales de San Venanzio

## Administration
| Période                                  | Période  | Identité         | Étiquette | Qualité |
| ---------------------------------------- | -------- | ---------------- | --------- | ------- |
| 14 juin 2004                             | En cours | Mario Berardengo |           |         |
| Les données manquantes sont à compléter. |          |                  |           |         |

### Communes limitrophes
Demonte, Gaiola, Moiola, Monterosso Grana, Rittana

## Jumelages
Elle est jumelée avec le hameau de la vallée de sauvebonne sur le commune de Hyères